# Antonio de Acuña Cabrera
Antonio de Acuña Cabrera y Bayona (* um 1597 in Spanien; † 29. Dezember 1662 in Lima, Vizekönigreich Peru) war ein spanischer Offizier und von 1650 bis 1656 Gouverneur von Chile.

## Leben

### Herkunft und Karriere
Er wurde als Sohn von Antonio de Cabrera y Acuña und seiner Ehefrau Águeda de Bayona in eine adlige spanische Familie geboren. Er schlug eine militärische Karriere ein und diente den Spaniern im Piemont und in der Lombardei. Aus dieser Zeit stammt die Verbindung mit dem späteren Vizekönig von Peru, García Sarmiento de Sotomayor, Conde Salvatierra, der ihn als Maestre de Campo der Festung Callao berief. Auch durch die Familie erfuhr Acuña Unterstützung: Sein Onkel, Hernando Ruiz de Contreras, amtierte als Beamter am Hofe König Philipps IV., und scheint ihm bei der Karriere geholfen zu haben: Er genoss laut dem Historiker Diego Barros Arana ein „Prestige, das weniger durch eigene Verdienste als durch den Einfluss einiger Verwandter, die er bei Hofe hatte, begründet war.“ In Peru heiratete er Juana de Salazar.

### Amtszeit als Gouverneur von Chile
In Peru berief ihn der Vizekönig am 9. März 1650 zum Nachfolger des verstorbenen Martín de Mujica y Buitrón. Per königlicher Urkunde vom 18. Mai 1652 bestätigte Philipp IV. die Berufung auf acht Jahre. Acuña hatte sich gleich nach der Ernennung mit einer spanischen Infanteriekompanie auf den Weg nach Chile gemacht, wo er am 4. Mai 1650 in Concepción eintraf. Er wurde vom Stadtrat (spanisch: Cabildo) feierlich empfangen. Seine erste Amtshandlung bestand darin, die Truppen mit Proviant und Ausrüstung zu versorgen. Wie seine Vorgänger auch, sah es Acuña als Ziel an, den Krieg mit den aufständischen Mapuche siegreich zu beenden. Zu diesem Zweck berief er eine Friedenskonferenz (spanisch: Parlamento) mit den Indianern ein, das im Januar 1651 begann. Die Indianer sagten zu, Frieden halten zu wollen und die Missionsarbeit der Spanier zuzulassen. Doch der Frieden war von kurzer Dauer: Schon im März nahmen die Mapuche die Kämpfe wieder auf und versenkten ein Schiff, das auf dem Weg nach Valdivia gewesen war.

### Niederlage im Krieg gegen die Indianer
Die Jesuiten empfahlen Mäßigung bei den Vergeltungsmaßnahmen, um einen allgemeinen Indianeraufstand zu vermeiden. Doch die Familie seiner Frau drängte auf eine Ausweitung des Krieges, da sie am Verkauf der indianischen Kriegsgefangenen in die Sklaverei gut verdienten. 1654 wurde eine Expedition am Río Bueno von den Indianern besiegt. Ein folgender Feldzug traf auf einen allgemeinen Aufstand der Einheimischen, der am 14. Februar 1655 in der Gegend zwischen dem Río Bío Bío bei Osorno und dem Río Maule losbrach. Die Spanier mussten sich in der Folge nach Concepción zurückziehen und etliche Festungen und ungefähr vierzig Siedlungen im Hinterland vorübergehend aufgeben.

### Aufruhr in Concepción
Viele europäische Siedler flohen vor den Indianern nach Concepción. Dort machte man den Gouverneur für die Niederlage verantwortlich, der von den Eigeninteressen seiner Schwäger, Juan und José Salazar beeinflusst, die Armee in einen chancenlosen Krieg getrieben habe. Am 20. Februar kam es zu Tumulten, der Stadtrat und viele Menschen demonstrierten unter dem Ruf: „Es lebe der König! Tod dem schlechten Gouverneur!“ Acuña musste sich im Keller verstecken und verließ seine Bleibe durch einen geheimen Nebenausgang, um sich in einem nahen Jesuitenkonvent zu verbergen.

### Absetzung in Concepción und Wiedereinsetzung ins Amt
Die Honoratioren (vecinos) von Concepción kamen daraufhin im Rathaus der Stadt zusammen und berieten, wer die Kolonie führen sollte. Geistliche hatten das aufgebrachte Volk auf den Straßen zur Ruhe gebracht und revolutionäre Exzesse verhindert. Die Wahl fiel auf Francisco de la Fuente y Villalobos, einen altgedienten Militär, der trotz seines fortgeschrittenen Alters und seiner angegriffenen Gesundheit die Aufgabe zögernd annahm. Als erstes informierte er die Real Audiencia von Chile in Santiago von den Vorgängen; dann wandte er sich dem Indianerkrieg zu.
Die Nachricht von der Absetzung eines vom König berufenen Gouverneurs war zu jener Zeit in Chile unerhört. Sie erzeugte beim Stadtrat und der Audiencia mehr Unruhe als der Indianeraufstand und die Zerstörung der Siedlungen im Süden. Man teilte zwar die Einschätzung des Cabildo von Concepción, was die Verantwortung und die Unfähigkeit des Gouverneurs anging, doch man wollte nicht so weit gehen, deswegen eine Berufung des Königs zu widerrufen. Der Aufruhr von Concepción wurde verurteilt und Acuña im Amte bestätigt.
Als diese Neuigkeiten Concepción erreichten, hatte sich die öffentliche Meinung und der Zorn gegen Acuña wieder gelegt. Zudem war sein Nachfolger Fuentes wenig erfolgreich mit seiner Verhandlungslinie gegenüber den Indianern und hatte zudem sehr umstrittene Personalentscheidungen in der Armee getroffen. Er kehrte also mit Genugtuung ins Amt zurück und übergab den Truppenbefehl dem Maestre de Campo, Fernández de Rebolledo, der mit verstärkten Truppen die Indianer wieder zurückwerfen konnte. Acuña schickte sich an, nach Santiago zu gehen.

### Absetzung als Gouverneur
Mitte April erreichten die Nachrichten vom Aufruhr in Chile den Vizekönig in Lima. Er befahl den Gouverneur samt Familie umgehend nach Lima und übergab die Regierungsgewalt an die Audiencia. Ende Mai trafen die Befehle in Valparaíso ein, gemeinsam mit Munition und Truppen, welche die Macht der Krone in Chile festigen helfen sollten. Der Gouverneur allerdings ignorierte den Befehl; er vertrat die Auffassung, nur eine Order des Königs selbst könne ihn seiner Befehlsgewalt entheben. Dies löste erhebliche Unruhe aus, es drohten neue Aufstände, und der Stadtrat und der Klerus von Santiago hatten große Mühe, die öffentliche Ordnung aufrechtzuerhalten. Dieser Zustand zog sich bis in den September 1655 hin, als Acuña seinen Widerstand aufgab und sich nach Concepción aufmachte, um von dort nach Lima zu reisen. In Lima benannte der Vizekönig indes Pedro Porter Casanate interimistisch zum Gouverneur von Chile.

### Prozess gegen Acuña in Lima
Vor der Real Audiencia von Lima hatte sich Acuña zu verantworten. Auch der umstrittene Nachfolger Fuente Villalobos wurde vor Gericht gerufen, starb aber wenige Tage vor dem Prozess. Vier weitere Revolutionäre, die bei der Absetzung Acuñas beteiligt waren, wurden zu vier Jahren Gefängnis verurteilt, wurden dann aber doch begnadigt. Der Vizekönig verfügte, dass von weiteren Prozessen gegen die Aufrührer von Concepción abzusehen sei. Die öffentliche Meinung stand klar gegen Acuña, doch juristisch war sein Verhalten schwer zu fassen. Vorzuwerfen war ihm in erster Linie die Unfähigkeit und Naivität, mit der er den Ratschlägen seiner Schwäger gefolgt war. Der Prozess gegen Acuña und seine Familie zog sich bis zum September 1658 hin, als der Fall dem Indienrat zur endgültigen Entscheidung übergeben wurde. Dem Einfluss der Familien gelang es schließlich, eine Verurteilung zu verhindern.
Acuña aber starb wenige Jahre später in Lima.